# Любительская лингвистика
Люби́тельская лингви́стика (фол(ь)к-лингви́стика, псевдолингви́стика) — совокупность псевдонаучных исследований, теорий и гипотез, противоречащих данным науки о языке — лингвистике. В псевдонаучном лингвистическом знании чаще всего встречается этимологизаторство. Также привлекательны для псевдонауки темы происхождения и эволюции языка.
Сочинения по любительской лингвистике часто являются сочинениями и по псевдоистории: лингвисты-любители склонны выстраивать новую интерпретацию исторических событий на основе собственных языковых теорий, а псевдоисторики часто приводят лингвистические аргументы для обоснования своих положений.
Близкими и связанными понятиями являются псевдоистория и псевдоархеология.

## Терминология
Термин «любительская лингвистика» был введён в широкий научный оборот известным российским лингвистом А. А. Зализняком. Также для описания этого или сходных понятий были предложены и другие термины: «криптолингвистика» (В. Н. Базылев, позже автор предпочёл термин «криптофилология»), «лингвистика ресентимента» и «лингвистика Новой парадигмы» (Патрик Серио), «фолк-лингвистика» («фольк-лингвистика») — по аналогии с фолк-хистори (Д. Ю. Полиниченко), «псевдолингвистика» (по аналогии с псевдонаукой), «антилингвистика», «наивная лингвистика», «поп-лингвистика», «лингвофричество» (соответственно, лингвистов-любителей называют лингвофриками).
В западноевропейской и американской лингвистике получили распространение термины англ. folk linguistics, нем. Volkslinguistik и Laienlinguistik, фр. linguistique populaire.
«Наивная лингвистика» часто отделяется от «любительской лингвистики»: наивную лингвистику определяют как комплекс представлений о языке его рядовых пользователей, как «спонтанные представления о языке и речевой деятельности, сложившиеся в обыденном сознании человека».

## Основные признаки
Академик А. А. Зализняк в своей статье «О профессиональной и любительской лингвистике» указывает, что «сочинение о языке любительское, если в нём встречается хотя бы одно из следующих утверждений» (на примере российской любительской лингвистики):
- звук А может переходить в звук В — без уточнения языка и периода времени;
- гласные не имеют значения, существен только «костяк согласных»;
- слово А получилось в результате обратного прочтения слова В;
- такая-то древняя надпись из той или иной страны читается по-русски;
- название А такого-то города или такой-то реки той или иной дальней страны — это просто искаженное русское слово В (из чего видно, что эта страна была некогда населена русскими или они овладели ею);
- такие-то языки произошли из русского, причём современного, а не его древнего предшественника.

Прочие особенности, замеченные Зализняком:
- игнорирование установленных научных фактов: например, когда один звук меняется на другой, меняется большая группа слов, а не одно слово. И даже если разъяснить эти факты, они их всё равно игнорируют, ведь достижения науки становятся непреодолимым препятствием на пути к фантазёрству[16];
- бездоказательность и нестрогость;
- работа с современным языком, невзирая на то, что века назад он был другим;
- игнорирование состава слова. Носитель смысла — корень слова, и он намного важнее, чем приставка или окончание.

Доктор филологических наук М. Р. Шумарина приводит следующие свойства любительской лингвистики:
- претендует на владение «тайным» знанием;
- стремится посредством этого знания регулировать поведение социума;
- настаивает на бесспорности своих выводов;
- подчиняет свои интерпретации определённой идеологической установке, игнорируя факты, которые не согласуются с основной идеей;
- использует «поэтические» приёмы интерпретации языкового материала.

И делает заключение: «Совершенно очевидно, что перечисленные <…> признаки — это типичные признаки мифа».
Д. Ю. Полиниченко суммирует методологические особенности любительской лингвистики в трёх пунктах:
- невнимание к языковым фактам;
- отсутствие логической строгости в построениях;
- игнорирование выявленных наукой о языке закономерностей[13].

Главный редактор интернет-портала «Грамота.ру» кандидат филологических наук Владимир Пахомов полагает, что главная примета лингвиста-любителя (лингвофрика) — его рассуждения об истории языка, о сакральных кодах и тайных смыслах. Лингвофрики отличаются подчеркнутым игнорированием научных данных, повышенной эмоциональностью (выходящей иногда за рамки приличия), апелляцией к адресату, разделяющему определённую идеологию, и агрессивностью.
Зализняк сравнивал любительскую лингвистику с игрой в шарады:

Слово разбивается на части, равные каким-то словам, а затем эти слова заменяются на близкие по смыслу. Вот прелестный пример: почему не говорят «красна чья рожа»? Ответ: потому что говорят ал-кого-лик. Лингвист охотно позабавится игрой ал-кого-лик, а вот любитель легко может поверить, что он открыл таким образом происхождение слова алкоголик.
В XVIII — начале XIX веках ещё не закрепилось понимание существования объективной внутренней системы языка, и общепринятым было представление, что грамматический строй языка является результатом «правил», а правила возникают вместе с развитием знаний. Следовательно, древний язык представляет собой не язык с другим грамматическим строем, а язык вообще без грамматики, тёмный и бессистемный. По этой причине фальсификатор не пытался воспроизводить строя древнего языка, а стремился к произвольности, полагая, что в языке, ещё не имевшем правил, каждый придумывал, что хотел.

## Причины возникновения
А. А. Зализняк отмечает, что увлечение любительской лингвистикой может быть проявлением любознательности. В этом случае автор искренне пытается угадать истину, не имея заранее установки на то, какая именно истина ему желательна. Однако, по мнению Зализняка, существует также любительская лингвистика, порожденная стремлением обосновать некую идею — чаще всего некоторую версию происхождения и истории целого народа. Практически всегда это версия, приукрашивающая (в частности, героизирующая или обеляющая) историю собственного народа.

## Любительские теории в разных странах

### США
Древние индейцы-алгонкины оставили большое число артефактов и петроглифов, которые привлекают внимание как специалистов, так и любителей. Их декоративное искусство часто характеризуется линейными геометрическими узорами. К ним природа добавила горные породы, особенно известняк, который может трескаться и выветриваться, образуя линейные, иногда заштрихованные узоры. Результат иногда отдалённо напоминает огамическое письмо, письменность древнеирландского языка, которая использовалась в Средние века в Ирландии и кельтских районах Уэльса и Шотландии. Американский профессор зоологии Барри Фелл «перевёл» многочисленные предполагаемые им североамериканские «огамические надписи», опубликовав эти «переводы» в своей книги «Америка до нашей эры». Поскольку ни одна из его американских «надписей» не выдерживает проверки на подлинность, а большинство из них содержит только бессмыслицу, Фелл стал утверждать, что в «надписях» отсутствовали гласные, хотя в огамическом письме они есть; что было задействовано несколько языков, включая баскский, норвежский, кельтский, семитский и др.; что «надписи» могут быть зашифрованы и поэтому требуют не только перевода, но и расшифровки. Эти произвольные допущения позволили ему делать любые «переводы». Фелл также возродил интерес публики к давно разоблачённым подделкам, таким как «финикийская надпись» из штата Параиба в Бразилии, таблички Давенпорта из Айовы и золотая пластина с надписью из Эквадора. Фелл утверждал, что язык зуни происходит от древнего ливийского, что некоторые топонимы Новой Англии являются кельтскими, а язык пима можно прочитать с помощью «семитского» словаря. Профессор антропологии Дин Сноу отмечал, что утверждения о подобных заимствованиях предполагают как незнание общих принципов работы языков, так и незнакомства с конкретными языками, о которых идёт речь. В доколумбовый период в Новом Свете существовало около двух тысяч взаимонепонятных языков — более чем достаточно, чтобы случайное слово в каждом из них могло отдалённо напоминать случайное слово языков Старого Света как по форме, так и по значению.
Эпические поэмы о валлийском принце Мадоке, первооткрывателе Америки, были подхвачены тюдоровскими историками как способ бросить вызов испанскому превосходству в исследовании Нового Света. Легенда о Мадоке открывалась заново много раз, последний раз Ричардом Диконом в его книге 1966 года «Мадок и открытие Америки». Дикон утверждал, что различные индейские языки содержат «валлийские» слова, и развивал старый миф о светлокожих индейцах манданах в Северной Дакоте.

### Россия и СССР
Возможно, первым сочинением по любительской лингвистике в России был трактат «Три рассуждения» поэта Василия Тредиаковского (1757), в котором он, опираясь на собственные любительские этимологии, доказывает, что древнейшим языком всей Европы был славянский, например: скифы (скиты) производятся от скитания, Каледония — от Хладонии, иберы — это уперы, «для того, что они как уперты… со всех сторон морями», амазонка Антиопа объяснена, как Энтавопа (то есть та вопящая — громогласная), Меналиппа — Менелюба, амазоны — омужены (то есть мужественные женщины), варяги, как пред-варители, Одоакр (Одоацер) как Одея-царь, то есть Надежда-государь. Филолог Л. В. Пумпянский, характеризуя подобные конструкции как «этимологический произвол», заключал: «Такими методами нетрудно было доказать, что вся древняя Европа была первоначально населена славянами, а варяжские князья были славянами Скандинавии, прибывшие к славянам Новгорода…». Тредиаковский считал, что название страны Норвегия есть искажённая форма слова «наверхия», так как эта страна расположена наверху географической карты, а название Италия восходит к слову «удалия», потому что страна эта на много вёрст удалена от России.
До появления сравнительно-исторического метода большинство этимологий носило совершенно фантастический характер. Инструментарий этимологии дал сравнительно-исторический метод — совокупность приёмов, позволяющих доказать родство языков и выявить факты их древнейшей истории.
В СССР широкое распространение получило псевдонаучное «новое учение о языке» Николая Марра, археолога и историка по образованию, с конца 1920-х до 1950 года пользовавшееся государственной поддержкой. Концепция, называемая также яфетидология, яфетическая теория, марризм, была выдвинута Марром в 1923 году. Марр был последовательным интернационалистом и категорически отрицал представления о праязыках и прародинах, связывая эти идеи с расовым подходом. В противовес этому Марр развивал оригинальную стадиальную теорию. Основу учения составляют три положения. Первое положение: отрицание родства языков и существования языковых семей, языки не дробятся, а только скрещиваются; языки развиваются от первичного множества и меняются в направлении будущего всемирного языка. Второе положение: все языки с разной скоростью проходят одинаковые стадии развития, каждая из которых обусловлена социально-экономическими причинами. Третье положение: все языки возникли независимо друг от друга из четырёх элементов («диффузных выкриков» первобытных людей), которые впоследствии комбинировались различными способами, фонетически изменялись и приобретали грамматическое оформление; в каждом языке, включая современные, имеются следы этих элементов («лингвистическая палеонтология» согласно Марру). Универсальные стадии Марр называл по названиям древних общностей, известных из античной и раннесредневековой литературы и воспринимались как наименования отдельных народов. В числе прочего его концепция включала такие стадии как скифская, гуннская и др. В его работах отражено и распространённое в псевдонауке представление о происхождении русских от этрусков, но этрусков Марр считал не конкретным народом, а определенной стадией в развитии народов мира. С конца 1920-х годов по вненаучным причинам это учение было объявлено в СССР «марксизмом в языкознании» (хотя оно не имеет прямого отношения к идеям К. Маркса и Ф. Энгельса) и получило официальную поддержку в ущерб развитию научного, в особенности исторического и сравнительно-исторического, языкознания. Учение опирается на большое число произвольных и недоказуемых утверждений и относится к псевдонауке.
В постсоветской России широкое применение любительская лингвистика получила в «Новой хронологии», псевдонаучной теории математика Анатолия Фоменко и его последователей. В ранних работах Фоменко псевдолингвистические вопросы занимали скромное место, тогда как в книге «Новая хронология» их роль уже велика, и эта книга рассматривается как сочинение не только по псевдоистории, но и по псевдолингвистике.
Идеи любительской лингвистики распространены в современном российском и украинском неоязычестве. Для неоязычников характерен приём «раскрытия» «глубинных», «исконных» значений слов современного языка путём дробления их на произвольно истолковываемые автором части. Так, любопытным примером псевдолингвистического учения, приобретшего квазирелигиозный по своей сути характер, является «Всеясветная грамота», созданная А. Ф. Шубиным-Абрамовым, якобы «носителем родовой памяти» и «хранителем тайных знаний посвящённых». Суть теории «Всеясветной грамоты» состоит в том, что обычные люди читают буквы любого алфавита как «плоские», на самом же деле эти буквы в произведениях классиков и древних письменах не «плоские», а пространственно определённые, как бы объёмные проекции на плоскость. Любительской лингвистикой в той или иной форме занимаются многие лидеры, идеологи и популяризаторы неоязычества, в том числе и переводчики «Велесовой книги».
Д. Ю. Полиниченко выделяет три основных направления в «современной российской любительской лингвистической мысли»:
- интерпретация алфавита и любительская фоносемантика — «расшифровки» любого слова любого естественного языка, транскрибированного буквами русского алфавита. При этом нетождественность фонем разных языковых систем полагается несущественной, если осознаётся вообще, а родной язык автора фолк-лингвистической теории и его алфавит становятся своего рода семиотическим эталоном — знаковой системой, при помощи которой раскрывается «истинный» смысл знаков и их сочетаний всех прочих языков.
- дешифровка и прочтение древних надписей (любительская эпиграфика) — попытками дешифровки письменных памятников прошлого, в число которых попадают как признанные дешифрованными (например, хеттские надписи), так и остающиеся загадкой для науки памятники древнего письма. Некоторые авторы пытаются прочитать как надписи изображения, не имеющие статуса надписей.
- псевдоэтимологические и «лингвоисторические» штудии — глоттогенез, происхождение и эволюция систем письменности и различных идиоэтнических языков, а также вопросы этимологии и лексической семантики.

Распространённым сконструированным алфавитом является «буквица» («древлесловенская буквица»), «образный алфавит», якобы лежащий в основе русского языка и представляющий собой алфавит из 49 букв в виде таблицы 7*7 (7 — сакральное число). Утверждается, что каждая буква этого алфавита и слоги из двух букв заключают в себе некий «мыслеобраз», скрытое значение. Из этих образов-букв в русском языке были созданы все слова, а зная образы, можно раскрыть истинный сакральный смысл любого слова. Значения этих образов максимально размыты, в результате чего под них можно подвести любое слово. «Буквица» представляет собой видоизменённую кириллицу с добавлением нескольких символов из других алфавитов и произвольными названиями и трактовкой букв. Никаких доказательств аутентичности этого алфавита его сторонники не приводят. Идея буквицы, как и других подобных алфавитов, предполагает, что люди должны были изобрести «язык из букв» прежде, чем составили из них слова, то есть создать построенную на образах письменность, ещё не умея разговаривать. «Буквица» изображена на памятнике Кириллу и Мефодию перед Сургутским университетом: монумент изображает святых, указывающих на свиток с «буквицей».
Популярна так называемая «Ра-теория», в рамках которой вопреки морфемному составу слов и их историческому развитию в словах произвольно вычленяется «корень ра», якобы означающий «солнце», «свет», в результате чего слова обретают нужную автору позитивную или негативную трактовку. Эта идея, наряду с другими подобными произвольными делениями и трактовками слов современного языка, была использована в произведениях неоязыческого писателя Сергея Алексеева и популяризирована писателем-сатириком и сторонником неоязыческих идей Михаилом Задорновым.
В православной среде популярна идея, что приставка бес- в русских словах означает беса, злого духа, и употребление этой приставки восхваляет беса («бесполезный» — «бес полезный», «бессильный» — «бес сильный», «бесславный» — «бес славный», «бесценный» — «бес ценный», «бессердечный» — «бес сердечный» и др.). Утверждается, что таким способом людей заставили прославлять бесов большевики-безбожники, которые в 1918 году провели реформу русской орфографии. В ряде православных источников приставка используется только в одном варианте без-. В действительности приставка писалась исключительно с з не во всех случаях и относительно недолго. До XVIII века написание приставок на з/с не регулировалось. Приставка бес- и слово «бѣсъ» (злой дух) писались (а ранее и произносились) различно. Грамматики XVIII века (включая «Российскую грамматику» М. В. Ломоносова, 1755) предписывали писать приставки на з/с так же, как в современной орфографии. В дальнейшем написания приставок постепенно стали унифицироваться. В «Русском правописании» (1830) Я. К. Грота появилось новое правило: приставки без- и чрез- предлагалось всегда писать через з. Лингвисты обсуждали проект реформы до революции, в 1912 году он был готов. Сама реформа была осуществлена не большевиками, а ещё Временным правительством. Позднее два декрета советской власти были направлены лишь на окончательное вступление реформы в силу. Приставка бес-, как и другие подобные приставки (из/ис, раз/рас, воз/вос, вз/вс, низ/нис, чрез/черес), в современной орфографии пишется с буквой с перед глухими согласными и с буквой з перед звонкими согласными и гласными в соответствии с произношением — нормами устной речи. Идея восхваления беса через употребления приставки противоречит православию и лежит в русле магического мышления, в котором формируются мифы о словах, способных, подобно заклинаниям, нанести непоправимый вред при неосознанном произнесении.

### Турция
В Турции во времена Ататюрка была выдвинута и получила государственную поддержку «солнечная языковая теория», в которой утверждалось, что все языки мира произошли от турецкого (тюркского). Согласно этой теории, первым словом человеческой речи было «ağ», обозначавшее солнце. Пракорень «ağ» рассматривался как источник всех слов и всех грамматических форм во всех языках, а понятие «солнце» — как источник всех понятий.